# Sucursal bancaria

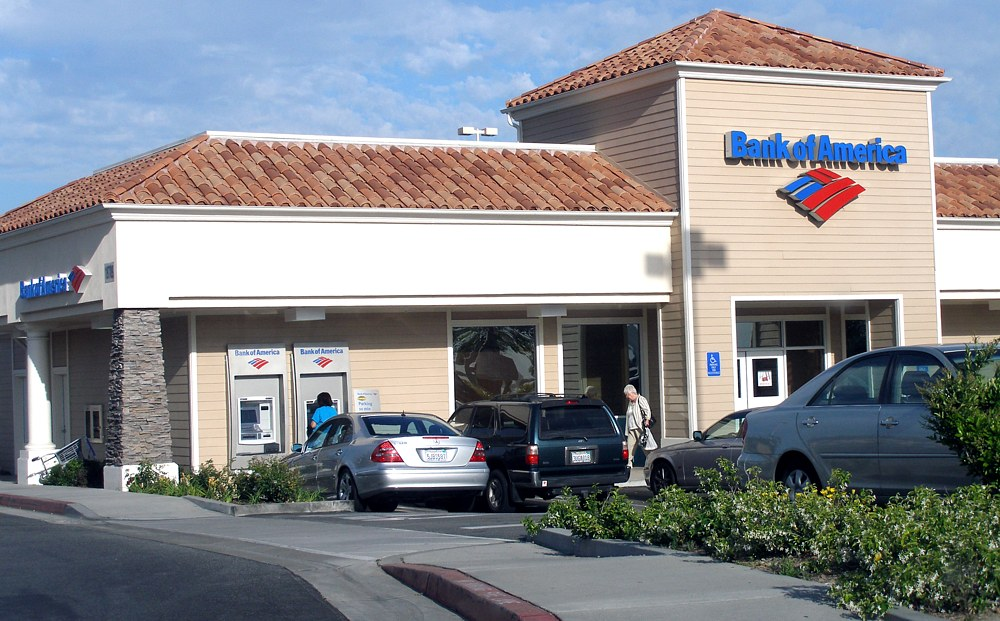
Sucursal bancaria en Los Ángeles, California, Estados Unidos.

Una sucursal bancaria es un lugar donde una institución financiera ofrece asistencia personal y automatizada a los clientes. Tradicionalmente, las sucursales bancarias ofrecen depósitos, retiros, cambio de divisas, servicios de asesoría financiera, ventas de seguros y cajeros automáticos.

## Historia
En el siglo III, los bancos en Persia comenzaron a ofrecer cartas de crédito similares a los cheques que podrían intercambiarse en cooperativas en toda la región, durante el siglo XIII las agencias comenzaron a llegar a Europa, la idea de una institución financiera que extendiera las sucursales bancarias en todo el país comenzó con Bank of America a principios del siglo XX. Con la popularización de los cajeros automáticos a finales del siglo XX, las sucursales bancarias han disminuido significativamente en tamaño y número de empleados.